# Casa Hintz de Cluj-Napoca

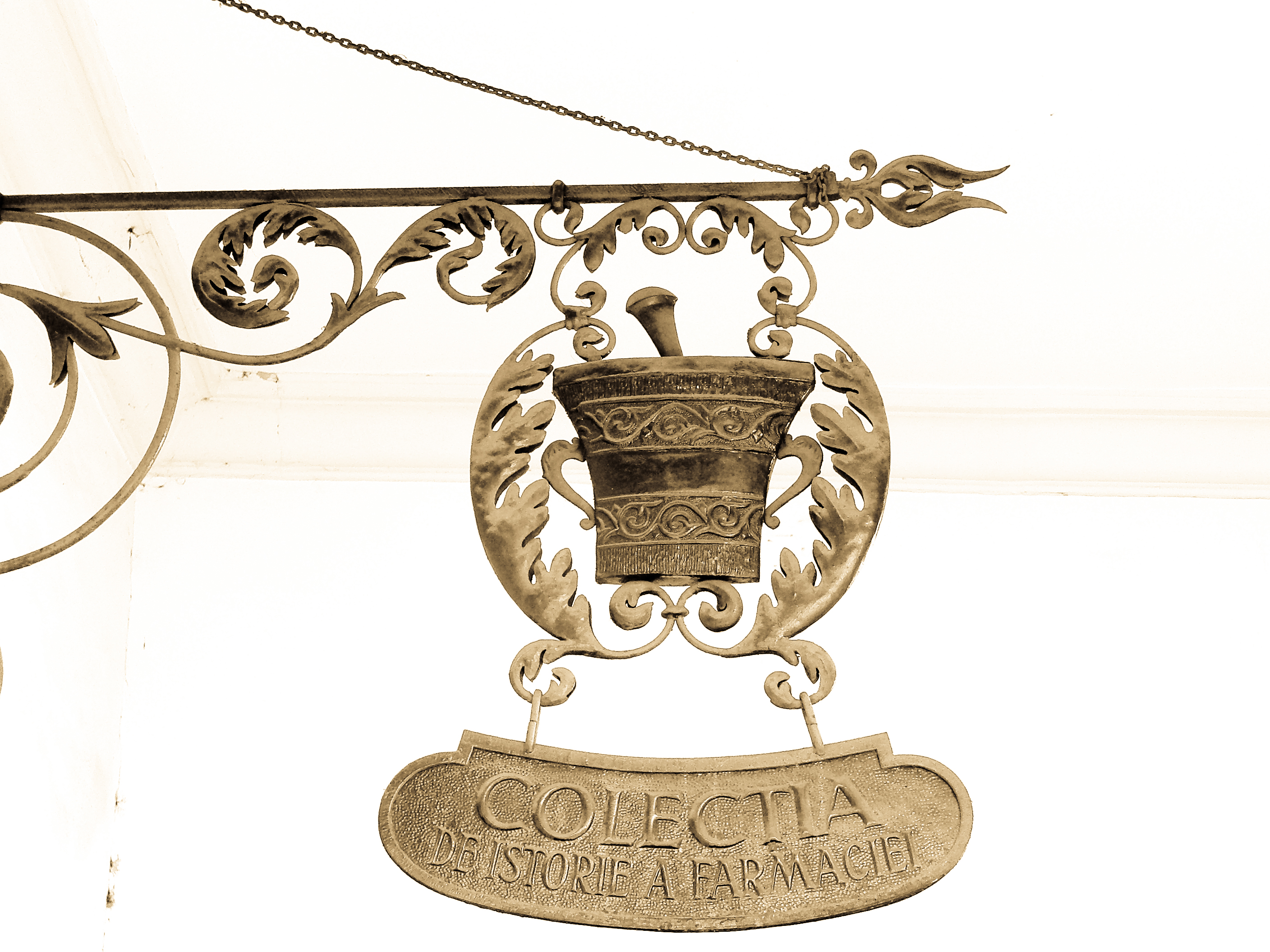

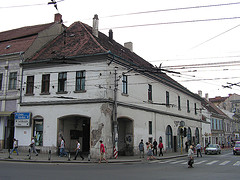
Vista des de la Gran Plaça

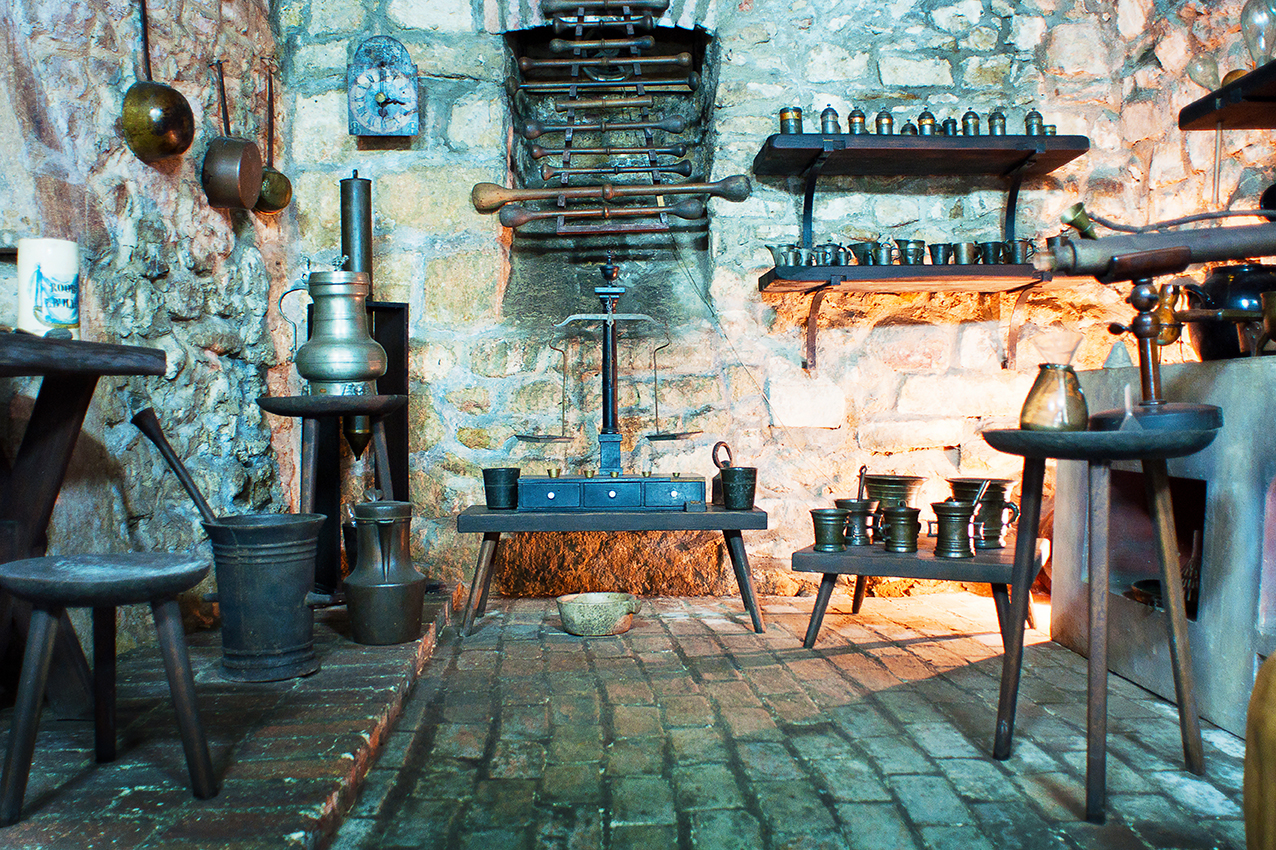
Interior (soterrani)

La casa Hintz, de vegades anomenada Casa Mauksch-Hintz, és un monument històric i arquitectònic situat a la plaça Unirii de Cluj-Napoca, al número 28, cantonada amb el carrer Regele Ferdinand (Ulița Podului). En aquest edifici es va obrir la primera farmàcia de la ciutat l'any 1573. L'edifici acull actualment la col·lecció del Museu d'Història de la Farmàcia.

## Descripció
La casa té quatre finestres cap al centre de la ciutat (plaça Unirii), l'ala més llarga (amb sis finestres) està situada al carrer Podului (actualment el carrer rei Ferran, en romanès Regele Ferdinand). L'estructura alta de la teulada delata una construcció antiga. Elements renaixentistes només es troben en algunes de les estances de la planta baixa, a l'estret pati i al celler. Cap a la dècada de 1820 la façana de la casa va ser modificada a l'estil classicista, però a mitjans del segle xx va recuperar el seu aspecte purità, que revela amb més eloqüència la seva autèntica antiguitat.

## Històric
Des de 1573 l' edifici va acollir la primera farmàcia pública de Cluj. A partir de 1752 l'edifici va ser llogat a farmacèutics privats, el primer inquilí va ser el farmacèutic Tobias Mauksch, que venia de Bistrita, que era alhora un dignatari de l'Església Evangèlica-Luterana de Cluj, situada a l'altra banda de la carretera.
A la segona meitat del segle xix, la casa i la farmàcia van passar a mans de la família Hintz, romanent seves fins a la seva nacionalització després de la Segona Guerra Mundial. La farmàcia era coneguda com a Farmàcia de Sant Jordi i va funcionar fins a l'any 1949. Actualment l'edifici acull la Col·lecció Història de la Farmàcia del Museu d'Història de Transsilvània, les bases del qual s'han posat des de finals del segle xix i principis del segle XX per Julius Orient.

## Col·lecció d'història de la farmàcia
L'exposició a l'interior de l'edifici presenta mobiliari específic, terrissa, balances antigues, instrumental de laboratori farmacèutic (uns 3.000 objectes). Conserva l'estructura de les antigues farmàcies, amb l'Oficina, els magatzems de material i el laboratori. La sala d'entrada s'utilitza per a exposicions temporals i la darrera sala presenta una rica col·lecció d'equipament mèdic, utilitzat als hospitals de Cluj a finals del segle xix i al segle xx, donat pel Prof. Pompiuliu Manea.
A l'origen d'aquest museu hi ha la col·lecció d'objectes farmacèutics de Transsilvània del professor Iuliu Orient (1869-1940), exposada l'any 1904 en una de les sales del Museu de Transsilvània. Aquesta col·lecció va ser donada al museu, enriquint-se al llarg del temps amb altres valuoses donacions que il·lustren l'activitat farmacèutica a Transsilvània entre els segles XVI-XIX. El professor Bologa, cap del Departament d'Història de la Medicina i Farmàcia de la Facultat de Medicina i Farmàcia de Cluj, va fundar el Museu de Farmàcia el 1954, que va ser organitzat i dirigit de manera efectiva pel Dr. Izsak Samuel. Posteriorment, el Museu de la Farmàcia va rebre el nom de Col·lecció Història de la Farmàcia, quedant subordinat a la Universitat de Medicina i Farmàcia i després al Museu Nacional d'Història de Transsilvània.
L'estructura de la farmàcia medieval de Transsilvània és semblant a la d'altres farmàcies d'Europa d'aquella època. A l'Oficina, la sala més decorada, es venien medicaments i es tractaven amb els clients. El laboratori, on es preparaven els medicaments, es trobava inicialment als baixos de l'edifici. Una altra sala, la Sala de Materials, s'utilitzava per emmagatzemar matèries primeres usades i medicaments. A dalt vivia el farmacèutic amb la seva família, ajudant i criats, i les plantes s'assecaven i s'emmagatzemaven a les golfes: el pis i les golfes no formen part del museu, de manera que no es poden visitar, però a la part posterior de l'edifici es pot veure el nivell de la teulada, l'obertura de les politges utilitzades per aixecar les bosses de matèria vegetal.
En el seu treball, els farmacèutics es van inspirar en diverses farmacopees, dispensaris i altres llibres antics en els quals s'escrivia, en el més mínim detall, la tècnica d'elaboració de cada producte farmacèutic. A més d'obres de mobiliari i perfil, el museu exposa una impressionant col·lecció de recipients farmacèutics, fets amb diversos materials, equips de laboratori, així com una sèrie d'ingredients fets servir al llarg del temps, inclosa la famosa pols de mòmia.